# Praia de Zeloris (Alcobaça)
A praia de Zeloris (ou praia do Zeloris) é uma praia localizada na divisa do município de Alcobaça com o município de Caravelas. O acesso mais fácil a partir de Alcobaça é via barco ou canoa.
Segundo a tradição local, o nome Zeloris (pronunciado em geral "Zêlôris") deve-se ao nome do antigo dono da fazenda localizada imediatamente à beira da praia, José Loures. Ainda hoje, a praia é totalmente sem infra-estrutura para turistas e tem aspecto rural e semi-deserto, às vezes até ocupada por mangues e boa quantidade de lama. Ocasionalmente, é possível ver nela grupos de turistas pescando, catando mariscos ou simplesmente aproveitando a praia, apesar de a praia ser relativamente longe do município.